# Caesaromagus (Chelmsford)
Koordinaten: 51° 44′ N, 0° 28′ O
Caesaromagus war ein römischer Ort in Britannien. Er befand sich an der Stelle des heutigen Chelmsford. Der Ort wird mehrmals in antiken Quellen genannt, so im Itinerarium Antonini (Iter V und IX) und beim Geograph von Ravenna.
Auf der Tabula Peutingeriana ist Baromaci der erste lesbare Stadtname am linken Rand der Karte, von der das äußere linke Blatt verschollen ist. Dieses Blatt beschrieb wahrscheinlich den westlichen Teil Britanniens und die Iberische Halbinsel. Es wird angenommen, dass es sich bei Baromaci um eine Verballhornung von Caesaromagus handelt. Die fehlende Silbe Cae könnte dabei auf dem fehlenden Blatt zu finden gewesen sein, der erste Buchstabe S auf dem beschädigten nebenstehenden Blatt könnte irrtümlich als B kopiert worden sein. Auch die Wiedergabe von G mit C wie bei maci ist bei Kopien häufig.
Caesaromagus liegt etwa auf halbem Weg zwischen Londinium und Camulodunum (Colchester). Der Name geht wahrscheinlich auf ein Schlachtfeld zurück, auf dem Kaiser Claudius Caesar Augustus Germanicus vor der Eroberung von Camulodunum im Jahre 43 n. Chr. eine siegreiche Schlacht ausgetragen hatte.
Caesaromagus scheint keine direkte keltische Vorgängersiedlung gehabt zu haben, obwohl es auf dem Gebiet von Chelmsford diverse ältere Besiedlungsspuren gibt. Die ersten römischen Reste stellen zwei wenig untersuchte nacheinander erbaute Militärlager dar, von denen das erste etwa um 65 n. Chr. gegründet wurde. Das zweite Lager wurde um 80 n. Chr. aufgegeben und es entstand eine Zivilsiedlung.
Kern der Siedlung war ein großes Mansio (Rasthaus), das einen großen Innenhof und eine eigene Badeanlage hatte. Ansonsten war die Bebauung der Siedlung eher ärmlich. Die meisten gefundenen Bauten bestanden aus Holz. Das Straßensystem war unregelmäßig. Nur im Norden konnten die Fundamente eines achteckigen Tempels ausgegraben werden. Die hier verehrte Gottheit ist unbekannt. Der Bau wurde um 325 n. Chr. errichtet und war bis ins fünfte Jahrhundert in Betrieb, was durch Münzfunde belegt werden kann.
Im zweiten Jahrhundert erhielt der Ort Verteidigungsanlagen in Form einer Wallanlage (ca. 300 × 300 m) mit Graben. Diese sind im dritten Jahrhundert nicht, wie an anderen Orten, durch Steinmauern ersetzt worden. Außerhalb der Umwallung kamen bei Ausgrabungen Friedhöfe zu Tage.
Der Ort war noch im fünften Jahrhundert besiedelt, ist dann aber aufgegeben worden.
Der Status des Ortes ist umstritten. Es wurde vermutet, dass es sich um den Hauptort der Civitas der Trinovanten handelte, jedoch fehlen alle Belege für öffentliche Gebäude, die eine Civitashauptstadt auszeichnen.